# Marcelo Grau
Marcelo Fabián López más conocido artísticamente como Marcelo Grau (Buenos Aires, Argentina; 1963 - Id; 3 de febrero de 1994) fue un joven dramaturgo y actor teatral argentino. Su padre fue el primer actor Adolfo García Grau.

## Carrera
Marcelo Grau fue un destacado actor y autor argentino que incursionó brevemente en la escena teatral. Inició su carrera actoral a fines de la década del '80, ya que a fines de 1989 incursiona en la comedia Los casos de Juan de Bernardo Canal Feijóo con Edda Bustamante, Alicia Bellán, Ignacio Alonso, César André y Román Caracciolo, estrenado en el Teatro San Martín. Durante tres temporadas (88/89/90) actuó en la exitosa obra El herrero y el diablo de Juan Carlos Gené.
En cine intervino en la película El profesor punk, dirigida por Enrique Carreras, donde encarnó a Ricardo, el novio del personaje de María Carreras. El film estuvo protagonizado por Jorge Porcel, Beatriz Salomón, Julio de Grazia y Daniel Fanego.
El 15 de octubre de 1991 estrenó su popular obra como autor, Casi no te conozco, Buenos Aires, en la Sala Cunill Cabanellas con dirección artística de Francisco Javier.
En enero de 1994 escribió junto a Leonardo Bechini y Oscar Tabernise el libreto para el programa Tal para cual protagonizado por Adrián Suar y Alberto Martín. 
El actor y escritor Marcelo Grau murió  víctima de un cáncer el jueves 3 de febrero de 1994 a los 30 años. Sus padres fueron el actor Adolfo García Grau y la coreógrafa Betty Flojan.

## Filmografía
- 1988: El profesor punk como Ricardo, novio de Teresa.

## Televisión
Como actor:
- 1989/1990: Así son los míos.
- 1991/1993: La Banda del Golden Rocket.[3]
- 1992: Flavia, corazón de tiza.
- 1993: Dale Loly, dale ma!

Como autor:
- 1994: Tal para cual.

## Teatro
Como actor:
- 1988/1989/1990: El herrero y el diablo.
- 1989: Los casos de Juan.

Como autor:
- 1991: Casi no te conozco, Buenos Aires.